# تریسا برنستین

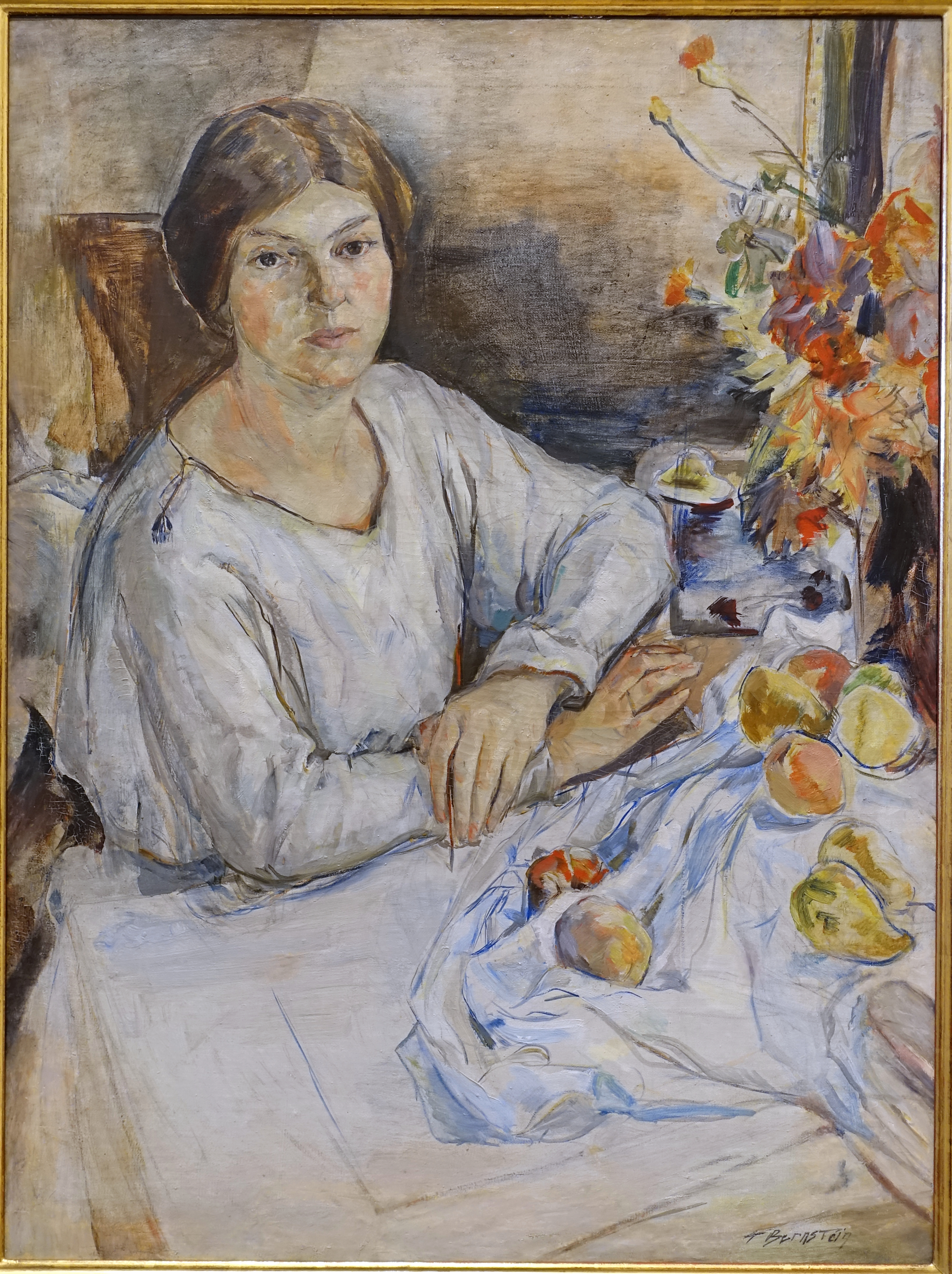
سلف‌پرتره هنرمند، اثر [ریسا برنستین، حوالی ۱۹۲۰، رنگ روغن روی بوم - موزه کیپ آن - گلوکستر، ماساچوست، ام‌ای - دی‌اس‌سی۰۱۴۵۳

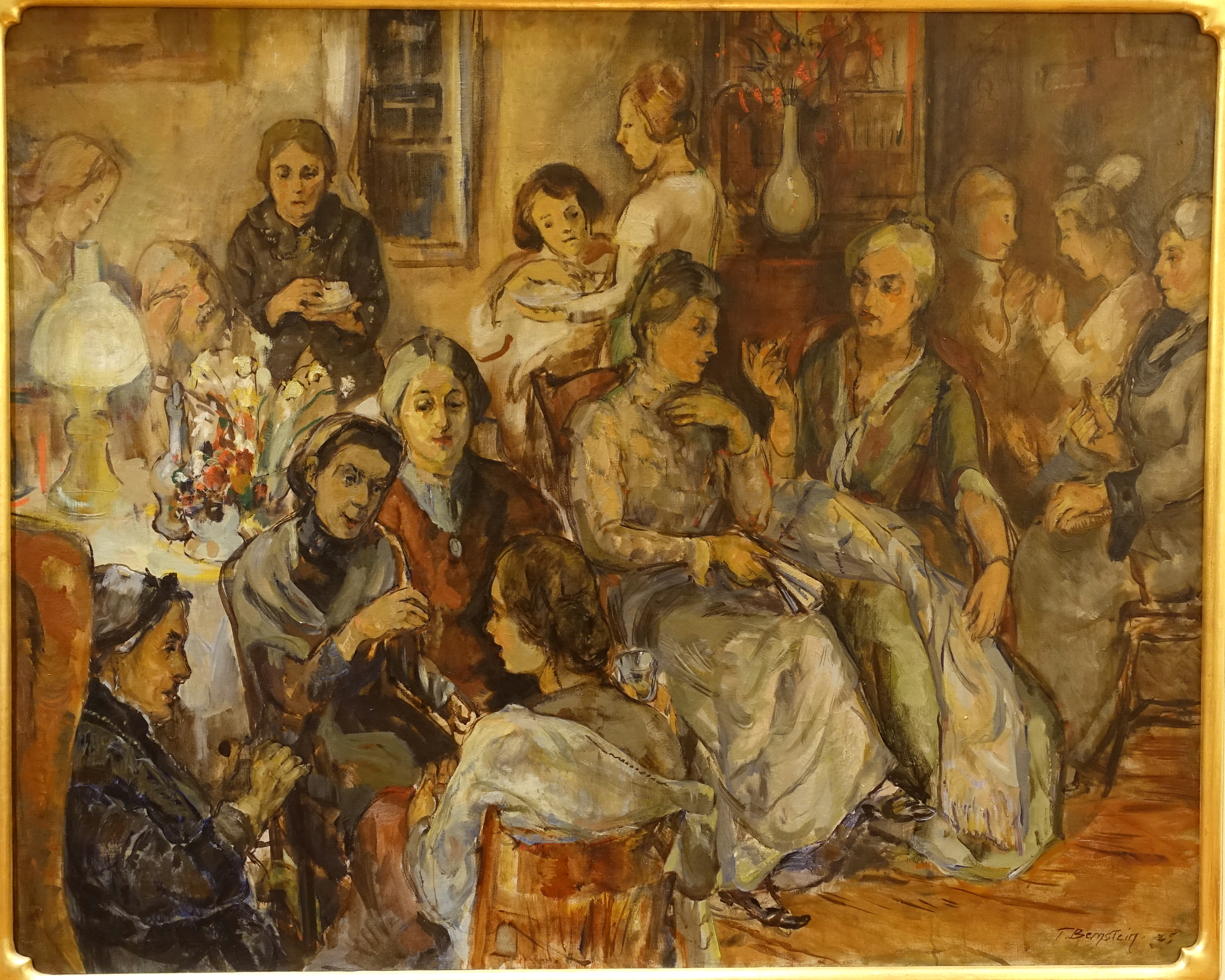
بانوان نیوانگلند، اثر تریسا برنستین، ۱۹۲۵، رنگ روغن روی بوم – موزه کیپ آن – گلوکستر، ماساچوست، ام‌ای – دی‌اس‌سی۰۱۰۱۲

تریسا فربر برنستین مایروویتز (انگلیسی: Theresa Ferber Bernstein-Meyerowitz؛ ‏ ۱ مارس ۱۸۹۰ – ۱۲ فوریهٔ ۲۰۰۲) نقاش، هنرمند، نویسنده و زن ابرصدساله اهل ایالات متحده آمریکا بود که در کراکوف، در لهستان کنونی زاده شد و در فیلادلفیا بزرگ شد. او دورهٔ آموزش هنر خود را در فیلادلفیا و شهر نیویورک گذراند. در طول نزدیک به یک قرن، او صدها نقاشی و آثار هنری دیگر، به علاوه چندین کتاب و مجله خلق کرد.
برنستین و همسرش ویلیام مایروویتز، که او نیز هنرمند بود، در منهتن و گلوکستر، ماساچوست زندگی و کار می‌کردند. او پرتره‌ها و صحنه‌هایی از زندگی روزمره، و همچنین طرح‌هایی از مسائل مهم زمان خود را به سبکی مدرن که از واقع‌گرایی به اکسپرسیونیسم تکامل یافته بود، نقاشی کرد. او در چندین انجمن هنری فعال بود و کارهای همسرش و همچنین کارهای خودش را تبلیغ می‌کرد. آثار هنری او در ده‌ها موزه و مجموعه خصوصی در ایالات متحده آمریکا و خارج از کشور یافت می‌شود. او تمام زندگی خود را فعال ماند و با برپایی نمایشگاه انفرادی از ۱۱۰ اثر هنری به مناسبت تولد ۱۱۰ سالگی خود مفتخر شد.
برنستین همچنین چندین کتاب از جمله زندگی‌نامه همسرش و روزنگاری دربارهٔ سفرهای متعدد آنها به اسرائیل نوشت.
او در سال ۲۰۰۲، تنها چند هفته پیش از تولد ۱۱۲ سالگی‌اش درگذشت.

## اوایل زندگی
تریسا فربر برنستین در ۱ مارس ۱۸۹۰ در شهر کراکوف لهستان به دنیا آمد. او تنها فرزند ایزیدور برنشتاین، یک یهودی تولیدکننده پارچه و همسرش آنه (نام خانوادگی دوشیزگی: فربر) برنشتاین، یک پیانیست ماهر بود. خانواده زمانی که تریسا یک ساله بود به ایالات متحده آمریکا مهاجرت کردند. او از همان کودکی علاقه اولیه خود را به هنر نشان داد و در سنین جوانی شروع به یادگیری طراحی و نقاشی کرد. به عنوان زنی جوان، او چندین بار در کنار مادرش به اروپا سفر کرد و در آنجا تحت تأثیر هنرمندان جنبش اکسپرسیونیم نوین مانند واسیلی کاندینسکی، فرانتس مارک و ادوارد مونک قرار گرفت.

## تحصیلات
برنستین در ژوئن ۱۹۰۷ در سن ۱۷ سالگی از مدرسه ویلیام دی. کلی در فیلادلفیا فارغ‌التحصیل شد. در همان سال، او یک بورس تحصیلی برای مدرسه طراحی فیلادلفیا برای زنان، که اکنون کالج هنر و طراحی مور نام دارد، دریافت کرد و در آنجا که او با هریت سارتین، الیوت داینگرفیلد، هنری بی اسنل، دانیل گاربر و تنی چند از هنرمندان دیگر تحصیل کرد. برنستین در سال ۱۹۱۱ با درجه عالی و دریافت جایزه‌ای برای دستاوردهای عمومی فارغ‌التحصیل شد (کالج در سال ۱۹۹۲ به او دکترای افتخاری اعطا کرد). او در سال ۱۹۱۲ در منهتن مستقر شد و در مرکز آموزشی «لیگ دانشجویان هنر» ثبت نام کرد، که در آن در دوره‌های نقاشی زندگی و پرتره زیر نظر ویلیام مریت چیس شرکت کرد.

## ازدواج و خانواده
برنستین در سال ۱۹۱۷ با همسر آینده‌اش ویلیام مایروویتز که او نیز هنرمند بود، آشنا شد و این دو در ۷ فوریه ۱۹۱۹ در فیلادلفیا ازدواج کردند. تنها فرزند آنها، دختری به نام ایزدورا، در دوران نوزادی درگذشت. آنها در شهر نیویورک زندگی می‌کردند و در دهه ۱۹۲۰ تابستان‌ها را در گلوکستر، ماساچوست سپری کردند. در سال ۱۹۲۳، این زوج با هم به خارج از کشور سفر کردند.
در ابتدا، فروش آثار و نقدهای برنستین به مراتب بهتر از شوهرش بود، اما با گذشت زمان، شهرت او به دلیل کاهش علاقه به موضوعات واقع‌گرایانه کاهش یافت، حتی اگر آنها خود را به عنوان یک «زوج نقاشی» معرفی کردند. در طول رکود بزرگ برنستین و همسرش به تدریس در استودیوهای خود در منهتن و گلاستر ادامه دادند و برای تکمیل درآمد خود، آثار گرافیک می‌فروختند. آنها در جنبش صهیونیسم شرکت کردند و پس از تأسیس دولت اسرائیل، در طول ۳۰ سال ۱۳ بار از این کشور دیدن کردند. تا زمان مرگ همسرش در سال ۱۹۸۱، برنستین در حالی که آثار هنری خود را خلق می‌کرد، آثار هنری همسرش را هم تبلیغ می‌کرد. او اظهار داشت که نیازی به رقابت با او احساس نمی‌کند، زیرا ذاتاً آدم اهل رقابت نیست.
برنستین و مایروویتز به دو خواهرزاده خود، لورا نیرو و باربارا میروویتز (معروف به باربارا دی آنجلیس) نزدیک بودند و هزینه آموزش موسیقی آنها فراهم کردند. پس از مرگ همسرش، برنستین با کوچک‌ترین پسر دی آنجلیس، کیت کارلسون، رابطه نزدیکی برقرار کرد، و کیت رابطه‌شان را برای وب سایتی که به نام این هنرمند توسط دانشگاه شهری نیویورک ایجاد شده بود، مستند کرد.

## مرگ
برنستین و همسرش چندین دهه در یک آپارتمان استودیویی زیر شیروانی در پلاک ۵۴ خیابان ۷۴ غربی در آپر وست ساید تنها یک خیابان مانده به خیابان هشتم زندگی کردند. این استودیو در زمان مرگ او در ۱۲ فوریه ۲۰۰۲، در بیمارستان ماونت ساینای کمی قبل از جشن تولد ۱۱۲ سالگی‌اش، همچنان محل زندگی او بود.

## سبک هنری
برنستین در سال ۱۹۱۳، در نمایشگاه «آرموری شو» حضور یافت که نخستین نمایشگاه بزرگ هنر نوگرا در آمریکا شرکت کرد. برنشتاین سبک هنری رابرت هنری بنیانگذار مکتب اشکن رئالیسم آمریکایی، و شیوه او برای به تصویر کشیدن وقایع روزمره شهری را تحسین می‌کرد. او همچنین تحت تأثیر جان فرنچ اسلون، استوارت دیویس و هنرمندان دیگر از این جنبش قرار گرفت. به گفته گیل لوین، مورخ هنر، برنستین برای مدتی محبوب‌تر از ادوارد هاپر، واقع‌گرای معروف بود، اگرچه سبک برنستین در طول زمان بیشتر به سمت اکسپرسیونیسم گرایش داشت. با این حال، برنستین بر خلاف هنرمندان انتزاعی، متعهد به هنر فیگوراتیو باقی ماند و همیشه ارتباط با زندگی واقعی و مردم را انتخاب کرد.
برنستین در نقاشی‌های خود مسائل مهم زمانه خود را به تصویر می‌کیشد: جنبش حق رأی زنان، جنگ جهانی اول، جاز، وضعیت اسفبار مهاجران، بیکاری و تبعیض نژادی. او همچنین پرتره‌هایی از همسرش و افراد دیگر، از جمله موسیقی‌دان و سیاستمدار لهستانی ایگناتسی یان پادرفسکی، نوازنده جاز، چارلی پارکر، و بازیگر آمریکایی جودی گارلند نقاشی کرد. استودیوی او در نزدیکی برایانت پارک و تایمز اسکوئر به او این امکان را می‌داد تا زندگی لحظه‌ای نیویورکی‌ها را نقاشی کند، با استفاده از قلم‌موهای بزرگ و رنگ‌های اغراق‌شده برای به تصویر کشیدن سرزندگی سوژه‌هایش. در کنی آیلند و بعدها در طول تابستان‌هایش در گلوکستر، ماساچوست بنادر، سواحل، ماهی‌ها و طبیعت‌های بی‌جان را نقاشی کرد.
منتقدان اولیه، «بینش مردانه» او را ستایش کردند، در حالی که محققان اخیر دریافته‌اند که او «حساسیت زنانه قاطعانه‌ای» داشت. برای جلوگیری از تبعیض، او اغلب آثار خود را با استفاده از «ت. برنستین» یا فقط با نام‌خانوادگی خود امضا می‌کرد.
برنشتاین عضوی از گروه فیلادلفیا ۱۰، یک گروه تأثیرگذار از هنرمندان زن بود. او همچنین عضو انجمن ملی هنرمندان زن، انجمن هنرمندان گرافیک آمریکا و انجمن هنر شمال شور بود. آثار او به‌طور گسترده در آکادمی ملی طراحی و انجمن هنرمندان مستقل، که خودش یکی از بنیانگذاران آن بود، به نمایش گذاشته شد.